# Черноморска сила
ДТП „Черноморска сила“ е външнотърговско дружество, създадено през 1978 г., специализирано в търговията с високонапорни безшевни стоманени тръби-кръгло сечение, помпи и помпено оборудване и автоматизация. То е част от близо 250-те външнотърговски дружества, създадени в периода 1971 – 1983 г., като част от реализиране на проекта „мост между Изтока и Запада“. До 1985 г. дружеството е част от ДП „Българска черноморска стомана“.

## Външнотърговска дейност
Външнотърговската дейност е насочена предимно в увеличаване на стокообмена на специализирано оборудване между Република България и Федерална Република Германия (ФРГ). Той достига своя връх през 1982 г. и е в размер на 648 765 западногермански марки.

## Дейност
Дейността на „Черноморска сила“ е възстановена с Акт от 30.03.2015 г., като е преобразувана в еднолично дружество с ограничена отговорност. Предметът на дейност е: търговия с помпи и помпено оборудване, монтаж и сервизна дейност, инвестиционна дейност.